# Capnophyllum leiocarpon
Capnophyllum leiocarpon là một loài thực vật có hoa trong họ Hoa tán. Loài này được (Sond.) J.C.Manning & Goldblatt mô tả khoa học đầu tiên năm 2000.